# Richard Crenna
Richard Donald Crenna (Los Angeles, Kalifornia, USA, 1926. november 30. – Los Angeles, Kalifornia, 2003. január 17. ) Primetime Emmy-díjas amerikai színész, filmrendező. Ismert szerepe Trautman ezredes a Rambo-sorozat három filmjében.

## Élete

### Származása, tanulmányai
Olasz bevándorlók egyetlen fiaként született Los Angelesben. Apja Dominick Anthony Crenna gyógyszerész, anyja Edith J. Pollette szállodaigazgató volt. Richard Los Angelesben, a Belmont High Schoolban érettségizett 1944-ben. 1945−1946 között sorkatonaként szolgált az amerikai hadseregben, majd a Dél-Kaliforniai Egyetemen angol nyelvű irodalom szakán szerzett diplomát.

### Színészi pályája
Már tizenéves korától, 1937-től szerepelt a rádióban. Irodalmi szövegeket olvasott fel, rádiójátékokban szerepelt (Boy Scout Jamboree, A Date With Judy). Az Our Miss Brooks rádiós sorozatban egy egyetemista srácot, Walter Dentont alakította. Első filmes szerepét ugyanennek az Our Miss Brooks-nak 1952-től sugárzott televíziós változatában kapta, ahol ugyanezt a karaktert játszotta el a képernyőn, Eve Arden (1908–1990) és Gale Gordon (1906–1995) társaságában. Az 1957–1963 között sugárzott The Real McCoys családi tévésorozatban már főszerepet kapott, Luke McCoy-t alakította, a szerep meghozta számára az ismertséget szerte az Egyesült Államokban.
Későbbi pályája során 120-nál több filmben szerepelt, drámai szerepek mellett gyakran alakított katonákat, nyomozókat. Az 1966-os Homokkavicsok (The Sand Pebbles) háborús filmben amerikai hajóskapitányt játszott, aki foglyul esett amerikaiakat ment ki a polgárháborús Kínából. Terence Young rendező 1967-es Várj, míg sötét lesz című thrillerjében Audrey Hepburn mellett szerepelt. 1972-ben Alain Delon mellett szerepelt Jean-Pierre Melville francia rendező Zsaru című bűnügyi filmjében. 1981-ben A test melege című filmben az akkor debütáló Kathleen Turner férjét alakította. Garry Marshall rendező 1984-es Flamingókölyök c. romantikus filmjében a Matt Dillont felkaroló szerencsejátékos világfit játszotta. 1985-ben Karen Arthur rendező filmdrámájában (The Rape of Richard Beck) egy szexuális erőszak áldozatául esett, traumatizált férfit alakított. Ezért a szerepéért Emmy-díjat nyert, és Golden Globe-díjra is jelölték.
Egyik legismertebb szerepét a Rambo-sorozat első három akciófilmjében alakította (1982, 1985, 1988), ő volt Trautman ezredes, a címszereplő John Rambo (Sylvester Stallone) egykori parancsnoka. Később, 1993-ban ő maga eljátszotta ugyanennek a karakternek a paródiáját is a Nagy durranás 2. – A második pukk című filmvígjátékban, Charlie Sheennel és Lloyd Bridges-szel. (Karakterének, Denton Walters ezredesnek névválasztásával Crenna humorosan visszautalt első filmszerepére, Walter Dentonra.)
1988-ben csillagot kapott a Los Angeles-i Hírességek sétányán, a Hollywood Boulevard-on.  
1999–től 2001-ig szerepelt az Amynek ítélve c. családi drámasorozat első két évadában, mint Jared Duff üzletember. Az 1994-es Koholt vád c. bűnügyi filmdrámában egy gyilkossággal vádolt nyugdíjas rendőrt alakított, Beverly D’Angelo mellett, az egyik nyomozót felnőtt fia, Richard Anthony Crenna játszotta. A merénylet napja c. 2001-es tévéfilmben Ronald Reagan elnököt Richard Crenna alakította. (A filmet az elnök elleni 1981-es merényletkísérlet 20. évfordulójára készítették.)
2003. január 17-én hunyt el, 76 éves korában, hasnyálmirigyrák következtében, a Los Angeles-i Cedars-Sinai kórházban. Utolsó filmszerepét a Porrá zúzott álmok tévéfilmben játszotta Christine Lahti és Beau Bridges társaságában, amelyet már Crenna halála után, 2003 áprilisában mutattak be.
Az Amynek ítélve sorozat 2005-től forgatott 3. évadának cselekményébe beleszőtték a Crenna által alakított  Jared Duff halálát. Filmbéli menyasszonya, Maxine Gray (Tyne Daly), ünnepélyes temetést rendez neki, és emlékbeszédben méltatja az elhunyt emberi nagyságát.

### Rendezői munkája
Filmrendezőként is dolgozott, először 1963–1964-ben az Andy Griffith Show több részét készítette el, majd további tévésorozatok egy-egy epizódját, köztük 1978-ban a Rockford nyomoz krimisorozat egyik epizódját. Első önálló mozi- és tévéfilmjét 1966-ban forgatta (And Baby Makes Three). Utolsó filmjét (Allison Sydney Harrison) 1983-ban rendezte.

### Magánélete
Első házasságát 1950-ben kötötte Joan Grishammel, 1955-ben elváltak. 1959-ben Penni Sweeney-t vette feleségül, aki Crenna haláláig vele maradt. Három gyermekük született, köztük Richard Anthony Crenna (1959) apjához hasonlóan színész lett.

## Filmográfia

### Film
| Év   | Magyar cím                        | Eredeti cím                      | Szerep                                             | Magyar hang     |
| ---- | --------------------------------- | -------------------------------- | -------------------------------------------------- | --------------- |
| 1950 | Táncoljunk                        | Let's Dance                      | statiszta                                          |                 |
| 1951 |                                   | Starlift                         | mozis jegyszedő                                    |                 |
| 1952 |                                   | Red Skies of Montana             | Noxon                                              |                 |
| 1952 |                                   | The Pride of St. Louis           | Paul Dean                                          |                 |
| 1952 |                                   | It Grows on Trees                | Ralph Bowen                                        |                 |
| 1956 |                                   | Over-Exposed                     | Russell Bassett                                    |                 |
| 1956 |                                   | Our Miss Brooks                  | Walter Denton                                      |                 |
| 1965 |                                   | John Goldfarb, Please Come Home! | John Goldfarb                                      |                 |
| 1966 | Párizsból                         | Made in Paris                    | Herb Stone                                         |                 |
| 1966 | Homokkavicsok                     | The Sand Pebbles                 | Collins százados                                   |                 |
| 1967 | Várj, míg sötét lesz              | Wait Until Dark                  | Mike Talman                                        | Izsóf Vilmos    |
| 1967 | Várj, míg sötét lesz              | Wait Until Dark                  | Mike Talman                                        | Csankó Zoltán   |
| 1968 |                                   | Star!                            | Richard Aldrich                                    |                 |
| 1969 |                                   | Midas Run                        | Mike Warden                                        |                 |
| 1969 |                                   | Marooned                         | Jim Pruett                                         |                 |
| 1970 |                                   | The Deserter                     | Wade Brown őrnagy                                  |                 |
| 1971 |                                   | Doctors' Wives                   | Dr. Peter Brennan                                  |                 |
| 1971 |                                   | Red Sky at Morning               | Frank Arnold                                       |                 |
| 1971 |                                   | Catlow                           | Ben Cowan marsall                                  |                 |
| 1972 | Zsaru                             | Un flic                          | Simon                                              | Kertész Péter   |
| 1973 | Ruble Noon                        | Un Hombre llamado Noon           | Noon                                               | Harsányi Gábor  |
| 1973 | Jonathan, a sirály                | Jonathan Livingston Seagull      | atya (hangja)                                      |                 |
| 1975 | Breakheart-szoros                 | Breakheart Pass                  | Richard Fairchild kormányzó                        | Fülöp Zsigmond  |
| 1975 | Breakheart-szoros                 | Breakheart Pass                  | Richard Fairchild kormányzó                        | Várkonyi András |
| 1975 | Breakheart-szoros                 | Breakheart Pass                  | Richard Fairchild kormányzó                        | Tarján Péter    |
| 1978 |                                   | The Evil                         | C.J. Arnold                                        |                 |
| 1979 |                                   | Stone Cold Dead                  | Boyd őrmester                                      |                 |
| 1979 | Musztáng Hank                     | Wild Horse Hank                  | Pace Bradford                                      |                 |
| 1980 |                                   | Death Ship                       | Trevor Marshall                                    |                 |
| 1981 | A test melege                     | Body Heat                        | Edmund Walker                                      | Gruber Hugó     |
| 1982 | Rambo – Első vér                  | First Blood                      | Samuel R. "Sam" Trautman ezredes                   | Versényi László |
| 1983 | Asztal öt személyre               | Table for Five                   | Mitchell                                           | Vajda László    |
| 1984 | Flamingókölyök                    | The Flamingo Kid                 | Phil Brody                                         | Kristóf Tibor   |
| 1985 | Rambo II.                         | Rambo: First Blood Part II       | Samuel R. "Sam" Trautman ezredes                   | Versényi László |
| 1985 | Hóbortos vakáció                  | Summer Rental                    | Al Pellet                                          | Fülöp Zsigmond  |
| 1988 | Rambo III.                        | Rambo III                        | Samuel R. "Sam" Trautman ezredes                   | Perlaki István  |
| 1989 |                                   | Leviathan                        | Dr. Glen "Doc" Thompson                            |                 |
| 1993 | Nagy durranás 2. – A második pukk | Hot Shots! Part Deux             | Denton Walters ezredes                             | Bács Ferenc     |
| 1995 | Pirománc                          | A Pyromaniac's Love Story        | Tom Lumpke                                         | Szokolay Ottó   |
| 1995 | Jade                              | Jade                             | Lew Edwards kormányzó                              | Gruber Hugó     |
| 1995 | Sabrina                           | Sabrina                          | Patrick Tyson                                      | Izsóf Vilmos    |
| 1998 | Sziki-szökevény                   | Wrongfully Accused               | Fergus Falls hadnagy                               | Gruber Hugó     |
| 2008 | John Rambo                        | Rambo                            | Samuel R. "Sam" Trautman ezredes (archív felvétel) | Rosta Sándor    |
| 2019 | Rambo V. – Utolsó vér             | Rambo: Last Blood                | Samuel R. "Sam" Trautman ezredes (archív felvétel) |                 |

### Televízió

#### Tévéfilm
| Év   | Magyar cím                      | Eredeti cím                                      | Szerep                           | Magyar hang     |
| ---- | ------------------------------- | ------------------------------------------------ | -------------------------------- | --------------- |
| 1971 |                                 | Thief                                            | Neal Wilkinson                   |                 |
| 1972 |                                 | Footsteps                                        | Paddy O'Connor                   |                 |
| 1973 |                                 | Double Indemnity                                 | Walter Neff                      |                 |
| 1974 |                                 | Nightmare                                        | Howard Faloon                    |                 |
| 1974 |                                 | Shootout in a One-Dog Town                       | Zack Wells                       |                 |
| 1974 | Double Solitaire                |                                                  |                                  |                 |
| 1974 |                                 | Honky Tonk                                       | "Candy" Johnson                  |                 |
| 1975 |                                 | A Girl Named Sooner                              | R.J. "Mac" McHenry               |                 |
| 1977 |                                 | The War Between the Tates                        | Brian Tate professzor            |                 |
| 1978 |                                 | Devil Dog: The Hound of Hell                     | Mike Barry                       |                 |
| 1978 | Először megtanulsz sírni        | First, You Cry                                   | David Towers                     |                 |
| 1978 | Meglepő tűz az égen             | A Fire in the Sky                                | Jason Voight                     | Hollósi Frigyes |
| 1979 |                                 | Mayflower: The Pilgrims' Adventure               | William Brewster                 |                 |
| 1979 |                                 | Better Late Than Never                           | filmrendező                      |                 |
| 1980 |                                 | Fugitive Family                                  | Brian Roberts / Matthews         |                 |
| 1981 | Bill Carney megpróbáltatásai    | The Ordeal of Bill Carney                        | Mason Rose                       |                 |
| 1981 |                                 | Daniel Boone                                     | Daniel Boone (hangja)            |                 |
| 1981 |                                 | Look at Us                                       | Host                             |                 |
| 1982 |                                 | The Day the Bubble Burst                         | Jesse Livermore                  |                 |
| 1984 |                                 | Squaring the Circle                              | a narrátor                       |                 |
| 1984 |                                 | London and Davis in New York                     | John Greyson                     |                 |
| 1984 |                                 | Passions                                         | Richard Kennerly                 |                 |
| 1985 |                                 | The Rape of Richard Beck                         | Richard Beck                     |                 |
| 1986 | Gyilkos erőszak                 | A Case of Deadly Force                           | Lawrence O'Donnell Sr.           | Tolnai Miklós   |
| 1986 | Gyilkos erőszak                 | A Case of Deadly Force                           | Lawrence O'Donnell Sr.           | Rajhona Ádám    |
| 1986 | Gyilkos erőszak                 | A Case of Deadly Force                           | Lawrence O'Donnell Sr.           | Perlaki István  |
| 1986 | A szenvedély nagy ára           | The High Price of Passion                        | Bill Douglas                     |                 |
| 1987 |                                 | Police Story: The Freeway Killings               | Bob Devers helyettes rendőrfőnök |                 |
| 1987 |                                 | Kids Like These                                  | Bob Goodman                      |                 |
| 1987 |                                 | Plaza Suite                                      | Roy Hubley                       |                 |
| 1988 |                                 | Internal Affairs                                 | Frank Janek                      |                 |
| 1989 | Los Angeles-i fojtogatók        | The Case of the Hillside Stranglers              | Bob Grogan őrmester              | Papp János      |
| 1989 |                                 | Stuck with Each Other                            | Bert Medwick                     |                 |
| 1990 | Gyilkosság fekete-fehérben      | Murder in Black and White                        | Frank Janek                      | Bács Ferenc     |
| 1990 | Montana – Perzselő szenvedélyek | Montana                                          | Hoyce Guthrie                    | Fülöp Zsigmond  |
| 1990 | Az utolsó légijárat             | Last Flight Out                                  | Dan Hood                         |                 |
| 1990 |                                 | Murder Times Seven                               | Frank Janek                      |                 |
| 1991 | Hullámsírban                    | And the Sea Will Tell                            | Vincent Bugliosi                 |                 |
| 1992 | A kilences vágány áldozatai     | Terror on Track 9                                | Frank Janek nyomozó              | Fülöp Zsigmond  |
| 1993 |                                 | A Place to Be Loved                              | George Russ                      |                 |
| 1994 |                                 | The Forget-Me-Not Murders                        | Frank Janek                      |                 |
| 1994 | Koholt vád                      | Jonathan Stone: Threat of Innocence              | Jonathan Stone                   | Kertész Péter   |
| 1994 |                                 | Janek: The Silent Betrayal                       | Frank Janek hadnagy              |                 |
| 1995 |                                 | In the Name of Love: A Texas Tragedy             | Lucas Constable Sr.              |                 |
| 1996 |                                 | Race Against Time: The Search for Sarah          | John Porter                      |                 |
| 1996 |                                 | Texas Graces                                     | Virgil Grace                     |                 |
| 1997 | Nemo kapitány                   | 20,000 Leagues Under the Sea                     | Aronnax professzor               |                 |
| 1997 | A bűnös áldozat                 | Deep Family Secrets                              | Clay Chadway                     |                 |
| 1997 | Tékozló szív                    | Heart Full of Rain                               | Arliss Dockett                   | Kristóf Tibor   |
| 1997 |                                 | Cold Case                                        | házigazda                        |                 |
| 1999 |                                 | To Serve and Protect                             | Howard Carr                      |                 |
| 1999 |                                 | The Man Who Makes Things Happen: David L. Wolper | Narrator                         |                 |
| 2000 | Gyilkos sorok: Rideg harcos     | Murder, She Wrote: A Story to Die For            | Warren Pierce                    | Végvári Tamás   |
| 2000 | A hajnal első fénye             | By Dawn's Early Light                            | Ben Maxwell                      | Perlaki István  |
| 2001 | A merénylet napja               | The Day Reagan Was Shot                          | Ronald Reagan                    |                 |
| 2003 | Porrá zúzott álmok              | Out of the Ashes                                 | Jake Smith                       |                 |

#### Sorozat
- 1952–1955: Our Miss Brooks, tévésorozat; 94 epizódban; Walter Denton
- 1957–1963: The Real McCoys, tévésorozat; 225 epizódban; Luke McCoy
- 1964–1965: Slattery’s People, tévésorozat, 35 epizódban; James Slattery
- 1986: Sasok repülése (On Wings of Eagles); tévésorozat; Ross Perot
- 1990: Az utolsó légijárat (Last Flight Out), Dan Hood
- 1992: Intruderek - Egy új faj születik (Intruders), tévésorozat; Dr. Neil Chase
- 1995–1998: JAG – Becsületbeli ügyek (JAG), tévésorozat; Harmon Rabb hadnagy
- 1999: Zsarucsalád akcióban (To Serve and Protect), tévé-minisorozat; Howard Carr
- 1999: Chicago Hope kórház (Chicago Hope), tévésorozat; Dr. Martin Rockwell
- 2000–2002: Amynek ítélve (Judging Amy), tévésorozat; Jared Duff

## Elismerései, díjai
Golden Globe-díj
- 1965: jelölés: legjobb férfi tévés főszereplő (Slattery’s People)
- 1985: jelölés: legjobb férfi tévéfilmes mellékszereplő (The Flamingo Kid)
- 1986: jelöltés: legjobb férfi tévéfilmes főszereplő (The Rape of Richard Beck)

Emmy-díj
- 1959: jelölés: legjobb vígjátéki mellékszereplő (The Real McCoys)
- 1966: jelölés: legjobb férfi drámai főszereplő (Slattery’s People)
- 1985: díj: legjobb férfi főszereplő (The Rape of Richard Beck)

Arany Málna díj
- 1989: díj: legrosszabb mellékszereplő (Rambo III.)

Hírességek sétánya
- 1988. május 23.: csillag a hollywoodi Hírességek sétányán (Walk of Fame)